# سیدنی (نبراسکا)
سیدنی(به انگلیسی: Sidney) شهری در ایالت نبراسکا کشور ایالات متحده آمریکا است که جمعیت آن در سرشماری سال ۲۰۱۰ میلادی، ۶٬۷۵۷ نفر بوده‌است.